# Togola Marie Jacqueline Nana
Togola Marie Jacqueline Nana, née le 29 avril 1949 à Sikasso et décédée le 29 novembre 2020 à Bamako, est une femme politique et enseignante malienne. Elle fut notamment  ministre de l'Éducation nationale de 2013 à 2015 et députée à l'Assemblée nationale du Mali de 2015 à 2020.

## Biographie
Togola Marie Jacqueline Nana obtient une maîtrise en lettres à l'École normale supérieure de Bamako en 1975.
Elle enseigne entre 1978 et 2002 au lycée Askia Mohamed de Bamako, au lycée Badala et bouillagui Fadiga de Bamako. Elle enseigne également dans les régions de Sikasso et Ségou. Elle fut directrice des études du lycée Notre Dame du Niger et Surveillante générale adjointe au lycée Kankou Moussa de Bamako 
Membre du Conseil supérieur de la communication à partir de mai 2006, elle en devient présidente en 2009. Membre du Rassemblement pour le Mali, elle quitte le Conseil supérieur de la communication pour être ministre de l'Éducation nationale, du 8 septembre 2013 au 10 janvier 2015. Elle devient ensuite députée à l'Assemblée nationale après une élection législative partielle en Commune V de Bamako, à la suite du décès d'Oumou Simbo Keïta.
Elle ne se représente pas aux élections législatives maliennes de 2020.
Elle décède le 30 novembre 2020 à Bamako à l'âge de 71 ans.